# Danny Mrwanda
Danny David Mrwanda (Arusha, 11 febbraio 1983) è un calciatore tanzaniano, attaccante del Fountain Gate.

## Palmarès

### Club

#### Competizioni nazionali
- Campionato tanzaniano: 2

Simba: 2007, 2009-2010